# 아이렌소프트
㈜아이렌소프트 (영문표기: AirenSoft 또는 AirenSoft Co., Ltd.)는 대한민국 서울에 본사를 둔 미디어 솔루션 및 서비스를 연구, 개발하는 미디어 기술 전문 회사이며, 미국 LA에 분사가 있다. 또, AIREN은 열기구에 사용되는 엔진인 Air Engine의 앞 다섯 글자 “A, I, R, E, N”으로 미디어 서비스의 핵심 동력을 제공하는 소프트웨어를 연구하고 개발하는 회사라는 의미를 가지고 있다.

## 개요
아이렌소프트는 2010년 5월 창립되었으며, 같은 해 7월 첫번째 소프트웨어인 오븐플레이어로 미디어 시장에 등장했다. 주요 사업 영역은 방송 및 미디어 서비스 및 솔루션 개발, 컨설팅이다. 슬로건은 기술 전문가 그룹 (Media Technology Experts Group)이다.

## 주요 고객사[1]
2024년 기준, 아이렌소프트의 국내 주요 고객사는 대한민국의 대기업인 SK, GS, 현대, 태광 등, 대한민국의 방송사인 KBS, SBS, JTBC 등이 있다.
- 2024년, Twitch 기술 공급 계약을 체결했다.
- 2023년, GS네오텍 기술 공급, THEO Technologies 제휴, Streamwell 제휴, SquadX 업무 협약 등 다양한 계약을 맺었다.

## 연혁[1]
- 2023년 4월: NAB Show 2023 (미국 라스베이거스) 참가[2]
- 2022년 12월: Softwave 2022 (대한민국 서울) 참가[3]
- 2022년 12월: 오븐미디어엔진이 제23회 소프트웨어산업의 날 행사에서 '대한민국 소프트웨어대상' 부문 대한민국 국무총리상을 수상[4]
- 2022년 9월: 오븐미디어엔진이 신소프트웨어상품대상 '멀티미디어&서비스SW' 부문에서 대한민국 과학기술정보통신부장관상을 수상[5]
- 2022년 7월: 오븐미디어엔진이 소프트웨어시험인증연구소 (TTA)의 GS 1등급 통과[6]
- 2022년 6월: KOBA 2022 (대한민국 서울) 참가[7]
- 2022년 6월: THEO (더오 플레이어)와의 제휴 체결[8]
- 2022년 5월: 스쿼드X와의 MOU 체결[9]
- 2021년 11월: 오븐미디어엔진 CDN 상품 출시[10]
- 2020년 12월: SK텔레콤 우수 협력사 선정[11]
- 2019년 9월: IBC 2019 (네덜란드 암스테르담) 참가[12]
- 2019년 4월: NAB Show 2019 (미국 라스베이거스) 참가[13]
- 2018년 10월: SRT Alliance의 멤버가 됨[14]
- 2018년 6월: 오븐에셋이 소프트웨어시험인증연구소 (TTA)의 GS 1등급 통과[15]
- 2018년 5월: KOBA 2018 (대한민국 서울) 참가[7]
- 2017년 12월: SK텔레콤 우수 협력사 선정[16]
- 2016년 2월: SK텔레콤과 함께 MWC 2016 (스페인 바르셀로나) 참가
- 2015년 12월: 10대 강소기업 선정 (아주대학교)[17]
- 2014년 4월: 기술보증기금 (Kibo)과 중소벤처기업진흥공단 (KOSME)의 인증으로 벤처기업 승인
- 2014년 3월: 기업부설연구소 개설 및 한국산업기술진흥협회 (KOITA) 인증 획득
- 2010년 5월: 아이렌소프트 설립

## 제품

### 자사 제품
아이렌소프트가 직접 개발하여 보유 및 제공 중인 미디어 솔루션 및 서비스 목록이다.
- 오픈 소스 프로젝트: 오븐미디어엔진 (OvenMediaEngine)[18], 오븐플레이어 (OvenPlayer)[19], 오븐라이브키트 (OvenLiveKit)[20].
- 커머셜 라이선스: 오븐미디어엔진 프로페셔널 (OvenMediaEngine Professional), 오븐미디어엔진 엔터프라이즈 (OvenMediaEngine Enterprise)[21]
- 기술 지원: 오븐미디어엔진 서포트 (OvenMediaEngine Support)[22]

## 로고

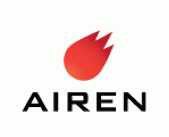
아이렌소프트의 첫번째 CI.
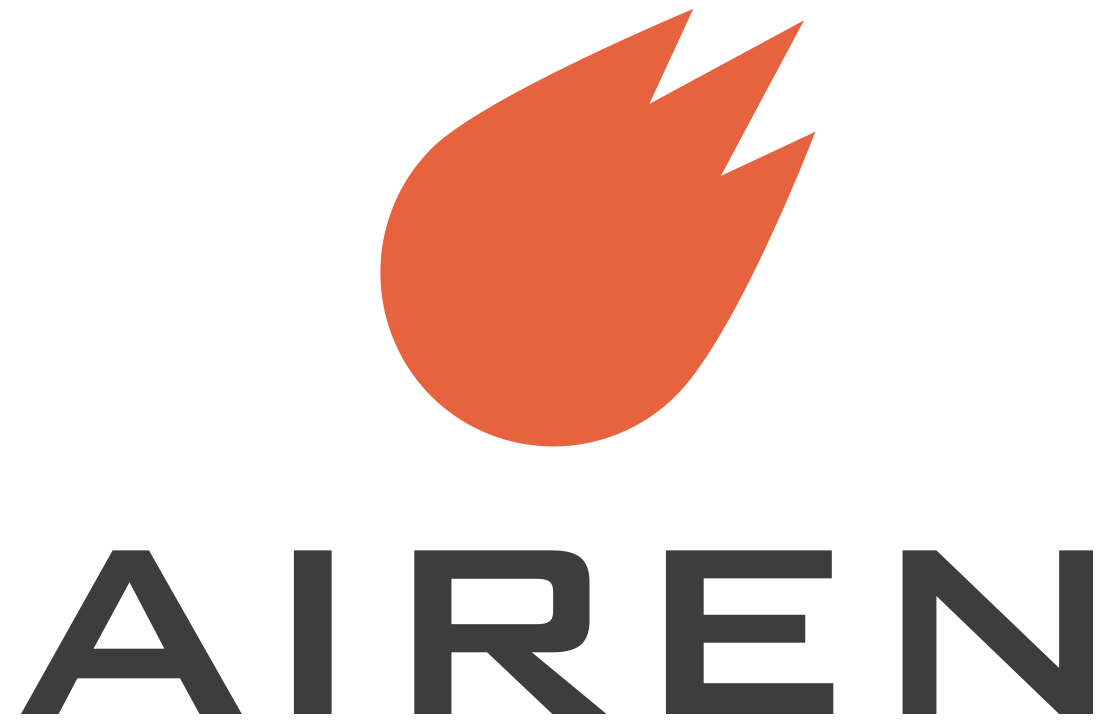
1차 색감 교정을 진행한 CI.
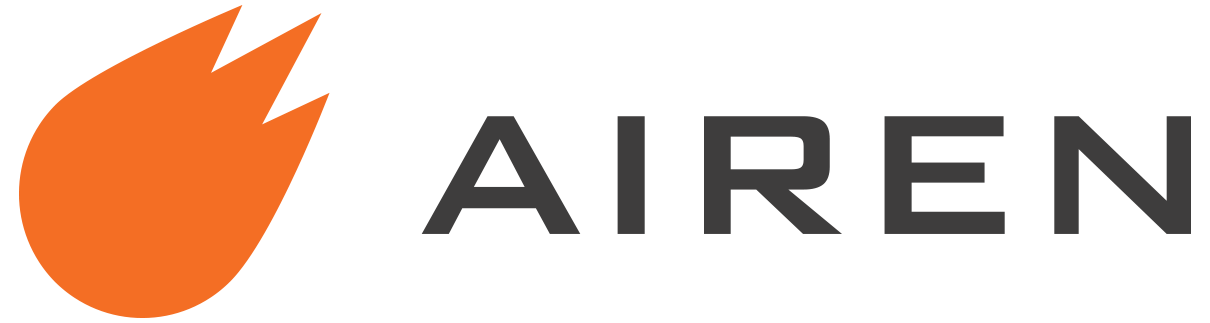
보다 산뜻한 색감을 적용한 현재 사용 중인 CI.
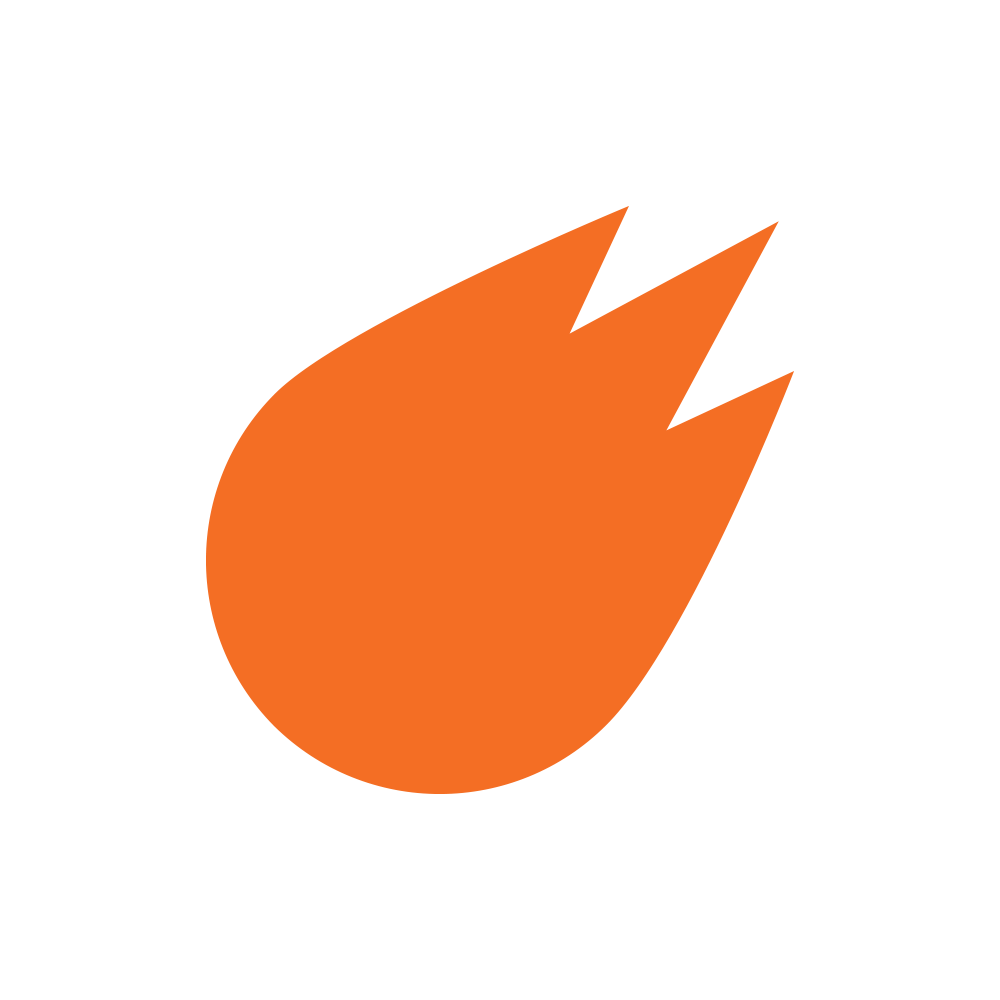
현재 사용 중인 심볼 로고.

아이렌소프트의 로고는 열기구의 열기관에 사용되는 Air Engine을 형상화한 것이며, 주황색 컬러는 엔진의 색과 열정을 의미한다.